# バルセロナのエウラリア

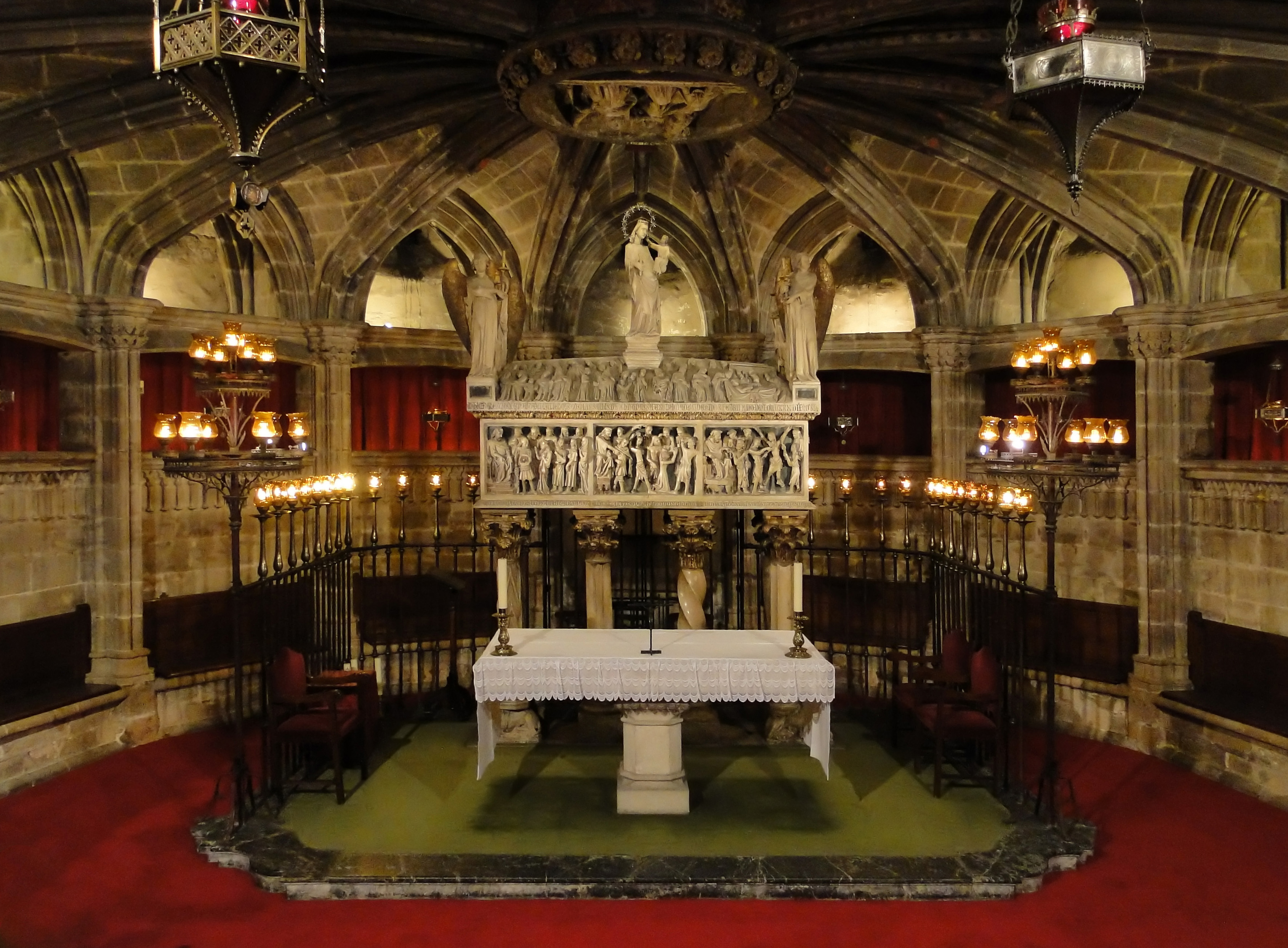
大聖堂内にあるエウラリアの墓所

バルセロナのエウラリア （カタルーニャ語:Santa Eulàlia de Barcelona、スペイン語:Santa Eulalia de Barcelona、290年頃 - 303年頃）は、カトリック教会および正教会の聖人。ディオクレティアヌス帝時代に行われたキリスト教徒迫害によって、バルセロナで殉教した。バルセロナ、そして船乗りの守護聖人とされている。メリダのエウラリアの生涯と内容が似ているため、同一人物ではないかという論争が存在する。

## 殉教
エウラリアがキリスト教の棄教を拒んだため、ローマ人たちは彼女に以下のものを含む13もの拷問を加えた。
- ナイフが突き立てられた樽の中に立ったまま押し込まれ、樽ごと通りに押し出された。
- 胸を切り刻まれた
- X字型の十字架に磔にされた。彼女の殉教を表すものとして、エウラリアの像にはこの十字架が描かれる
- 最後に、斬首された

エウラリアの首が切られると、そこから1羽の鳩が飛び出した。これは、死の瞬間に口から鳩が飛び出したというメリダのエウラリアの殉教と似ている。加えて、メリダのエウラリアが受けた拷問は、時にはバルセロナの殉教者たちにも加えられており、2人のエウラリアの年齢と殉教の時期が同時期である。
エウラリアはバルセロナ中で、肖像や通りの名となって記念されている
。彼女の遺体は最初サンタ・マリア・ダ・アレナス教会（現在のサンタ・マリア・ダル・マル教会）に埋葬されたが、713年に起きたイスラム教徒によるバルセロナ侵攻の間隠され、878年に回収されたのみだった。1339年になって、新築されたばかりのサンタ・エウラリア大聖堂地下納骨堂にある石膏でできた石棺に納められた 。聖エウラリア祭は彼女の聖名祝日である2月12日頃の一週間にバルセロナで行われる。